# カメルーン海軍艦艇一覧
カメルーン海軍艦艇一覧は、カメルーン共和国海軍が過去保有した、または現在保有する、または将来保有する予定の、未完成・計画中止を含めた歴代艦艇一覧である。

## 現有勢力（2024年現在）
- 国防予算：4億1,900万ドル[1]
- 海軍人員：1,200名[1]
- 艦船隻数：15隻（排水量20t以上）[1]

哨戒艇×11
揚陸艇×4

## 艦艇一覧（近代海軍）

### 両用戦艦艇

#### 揚陸艦艇
汎用揚陸艇
- 中『Yunnan』型 - 2隻

（Debundsha）、（Kombo A. Janea）

### 哨戒艦艇

#### 哨戒・警備艦艇
哨戒艇
- 『PR 48』型 - 1隻

（L'audacieux）
- （Quartier Maítre Alfred Motto） - 1隻　※ 沿岸哨戒艇

- 『Rodman 101』型 - 2隻　※ 沿岸哨戒艇

（Akwayafe）、（Jabanne）
- 『P 48S』型 - 1隻　※ 近海哨戒艇

（Bakassi）
- 『Swift PBR』型 - 2隻　※ 河川哨戒艇

PR 001、005
警備艇
- 『Rodman 46』型 - 4隻

（Idabato）、（Isongo）、（Mouanco）、（Campo）